# 이주은 (배우)
이주은(1983년 11월 27일 ~ )은 대한민국의 여배우이다.

## 생애
1999년에 한스밴드의 객원 멤버로 활동했다. 2001년 KBS 청소년 드라마 《학교 4》에서 임경화 역으로 데뷔하여 신인상 후보에 올랐다. 데뷔 당시부터 본명인 이상인으로 활동해 왔다가 2022년부터 현재의 예명으로 활동 중이다.

## 학력
- 안양예술고등학교 연극영화과 졸업
- 동덕여자대학교 방송연예학과 학사

## 출연

### 드라마
| 연도 | 방송사 | 제목                         | 역할                              | 비고               |
| ---- | ------ | ---------------------------- | --------------------------------- | ------------------ |
| 2001 | KBS2   | 학교 4                       | 임경화                            | 주연               |
| 2002 | KBS2   | 이색극장 두 남자 이야기      |                                   | 주연               |
| 2002 | KBS2   | 명성황후                     | 의화군 부인                       | 조연               |
| 2002 | KBS2   | 드라마시티 - 소녀와 도둑     | 허수                              | 1부작 주연         |
| 2002 | KBS2   | 드라마시티 - 비엔나 커피처럼 | 수아                              | 1부작 주연         |
| 2004 | KBS2   | 드라마시티 - 사랑해요 수헬리 | 진경                              | 1부작 주연         |
| 2006 | KBS2   | 미스터 굿바이                | 오지은 조연                       | 16부작             |
| 2006 | SBS    | 사랑과 야망                  | 현정 조연                         | 81부작             |
| 2011 | MBC    | 계백                         | 신녀 천단향 조연                  | 36부작             |
| 2011 | KBS2   | 강력반                       | 유리 에피소드 주인공              |                    |
| 2013 | OCN    | 더 바이러스                  | 유수인 조연                       | 10부작             |
| 2014 | OCN    | 귀신 보는 형사 처용          | 이동미 에피소드 주인공            | 6회 특별출연       |
| 2015 | KBS2   | 왕의 얼굴                    | 진영 조연                         | 23부작             |
| 2015 | tvN    | 신분을 숨겨라                | 하윤미 (인어공주) 에피소드 주인공 |                    |
| 2016 | SBS    | 사랑은 방울방울              | 신지연 조연                       | 120부작            |
| 2019 | OCN    | 빙의                         | 지연 에피소드 주인공              |                    |
| 2019 | MBC    | 아이템                       | 혜수 특별출연                     |                    |
| 2019 | KBS2   | 우아한 모녀                  | 오주은 조연                       | 103부작            |
| 2020 | KBS2   | 비밀의 남자                  | 송지연                            | 3회 ~ 4회 특별출연 |
| 2022 | KBS1   | 태종 이방원                  | 효빈 김씨                         | 32부작             |
| 2022 | KBS2   | 황금 가면                    | 노영지                            | 100부작            |
| 2024 | KBS1   | 수지맞은 우리                | 손지나아나운서                    | 특별출연           |

### 영화
- 2002년 《2424》 - 다빈 역
- 2003년 《클래식》 - 수경 역
- 2004년 《분신사바》 - 민지 역
- 2006년 《창공으로》 - 리밍 역
- 2010년 《젓가락》
- 2015년 《살인의뢰》 - 은미 역

### 뮤직비디오
- 2000년 조PD - 《날잊어》
- 2005년 성진우 - 《이별을 얕봤다》
- 2010년 Sink (신케이) - 《나쁜놈이었어》
- 2010년 거리의 시인 - 《진심 아닌거 알잖아》

### 광고
- 네슬레 네스카페
- OB 맥주 카스
- 동서식품 맥심
- 피자헛
- LG전자 LG프린터 마하젯
- 삼성전자
- 현대해상
- AHC
- 하이마트
- 도요타자동차
- 이자녹스
- 2012년 뽕뜨락 쌀피자 전속